# Tour de France 1981
Die 68. Tour de France fand vom 25. Juni bis 19. Juli 1981 statt und führte in 22 Etappen über 3756 km. Die Rundfahrt endete mit einem relativ deutlichen Sieg des Franzosen Bernard Hinault. Es nahmen 150 Rennfahrer an der Rundfahrt teil, von denen 121 klassifiziert wurden.

## Rennverlauf
Bereits nach dem Prolog übernahm der amtierende Weltmeister Hinault die Gesamtführung. Von den beiden Mannschaftszeitfahren profitierte der Niederländer Gerrie Knetemann, der nach den beiden Siegen seines Teams TI-Raleigh einige Tage das Gelbe Trikot tragen durfte.
Die erste Pyrenäenetappe gewann der Belgier Lucien Van Impe, durch seinen zweiten Platz bei dieser Etappe übernahm Hinault jedoch wieder die Gesamtführung und verteidigte sie bis zum Ziel in Paris. Bei den drei Einzelzeitfahren, die er allesamt gewann, baute er seinen Vorsprung sogar noch aus und gewann damit seine dritte Tour de France nach 1978 und 1979. Van Impe wurde mit fast einer Viertelstunde Rückstand zweiter, Vorjahressieger Joop Zoetemelk wurde Vierter.
Das Grüne Trikot sicherte sich Freddy Maertens, der nach seinen fünf Etappensiegen im Sprint fast doppelt so viele Punkte wie der Zweitplatzierte erreichte. Auch das Gepunktete Trikot ging mit Van Impe an einen Belgier.

## Teilnehmende Mannschaften
| Profi-Radsportteams (15)- Renault-Elf-Gitane - TI-Raleigh-Creda - Puch-Wolber-Campagnolo - Peugeot-Esso-Michelin - DAF Trucks-Côte d'Or-Gazelle - Splendor-Wickes Bouwmarkt - Miko-Mercier-Vivagel - La Redoute-Motobécane - Capri-Sonne-Koga Miyata - Boston-Mavic - Vermeer-Thijs - Kelme-Gios - Teka-Campagnolo - Boule d'Or-Sunair-Colnago - Sem-France Loire-Campagnolo |
| |

## Etappenliste
| Etappe       | Datum    | Etappenorte                   | type              | Länge (km) | Etappensieger       | Gesamtführender  |
| ------------ | -------- | ----------------------------- | ----------------- | ---------- | ------------------- | ---------------- |
| Prolog       | 25. Jun. | Nizza – Nizza                 | Prolog            | 5,8        | Bernard Hinault     | Bernard Hinault  |
| 1. a Etappe  | 26. Jun. | Nizza – Nizza                 | Hügelige Etappe   | 97         | Freddy Maertens     | Bernard Hinault  |
| 1. b Etappe  | 26. Jun. | Nizza – Nizza                 | Teamzeitfahren    | 40         | TI-Raleigh-Creda    | Gerrie Knetemann |
| 2. Etappe    | 27. Jun. | Nizza – Martigues             | Flachetappe       | 254        | Johan van der Velde | Gerrie Knetemann |
| 3. Etappe    | 28. Jun. | Martigues – Narbonne          | Flachetappe       | 232        | Freddy Maertens     | Gerrie Knetemann |
| 4. Etappe    | 29. Jun. | Narbonne – Carcassonne        | Teamzeitfahren    | 77,2       | TI-Raleigh-Creda    | Gerrie Knetemann |
| 5. Etappe    | 30. Jun. | Saint-Gaudens – Pla d’Adet    | Hochgebirgsetappe | 117,5      | Lucien Van Impe     | Phil Anderson    |
| 6. Etappe    | 1. Jul.  | Nay – Pau                     | Einzelzeitfahren  | 26,7       | Bernard Hinault     | Bernard Hinault  |
| 7. Etappe    | 2. Jul.  | Pau – Bordeaux                | Flachetappe       | 227        | Urs Freuler         | Bernard Hinault  |
| 8. Etappe    | 3. Jul.  | Rochefort – Nantes            | Flachetappe       | 182        | Ad Wijnands         | Bernard Hinault  |
|              | 4. Juli  | Ruhetag in Nantes             |                   |            |                     |                  |
| 9. Etappe    | 5. Jul.  | Nantes – Le Mans              | Flachetappe       | 196,5      | René Martens        | Bernard Hinault  |
| 10. Etappe   | 6. Jul.  | Le Mans – Aulnay-sous-Bois    | Flachetappe       | 264        | Ad Wijnands         | Bernard Hinault  |
| 11. Etappe   | 7. Jul.  | Compiègne – Roubaix           | Flachetappe       | 246        | Daniel Willems      | Bernard Hinault  |
| 12. a Etappe | 8. Jul.  | Roubaix – Groß-Brüssel        | Flachetappe       | 107,3      | Freddy Maertens     | Bernard Hinault  |
| 12. b Etappe | 8. Jul.  | Groß-Brüssel – Circuit Zolder | Flachetappe       | 137,8      | Eddy Planckaert     | Bernard Hinault  |
| 13. Etappe   | 9. Jul.  | Beringen – Hasselt            | Flachetappe       | 157        | Freddy Maertens     | Bernard Hinault  |
| 14. Etappe   | 10. Jul. | Mülhausen – Mülhausen         | Einzelzeitfahren  | 38,5       | Bernard Hinault     | Bernard Hinault  |
| 15. Etappe   | 11. Jul. | Besançon – Thonon-les-Bains   | Hügelige Etappe   | 231        | Sean Kelly          | Bernard Hinault  |
| 16. Etappe   | 12. Jul. | Thonon-les-Bains – Morzine    | Hochgebirgsetappe | 199,5      | Robert Alban        | Bernard Hinault  |
|              | 13. Juli | Ruhetag in Morzine            |                   |            |                     |                  |
| 17. Etappe   | 14. Jul. | Morzine – Alpe d’Huez         | Hochgebirgsetappe | 230,5      | Peter Winnen        | Bernard Hinault  |
| 18. Etappe   | 15. Jul. | Le Bourg-d’Oisans             | Hochgebirgsetappe | 131        | Bernard Hinault     | Bernard Hinault  |
| 19. Etappe   | 16. Jul. | Veurey-Voroize – Saint-Priest | Flachetappe       | 117,5      | Daniel Willems      | Bernard Hinault  |
| 20. Etappe   | 17. Jul. | Saint-Priest – Saint-Priest   | Einzelzeitfahren  | 46,5       | Bernard Hinault     | Bernard Hinault  |
| 21. Etappe   | 18. Jul. | Auxerre – Fontenay-sous-Bois  | Flachetappe       | 207        | Johan van der Velde | Bernard Hinault  |
| 22. Etappe   | 19. Jul. | Fontenay-sous-Bois – Paris    | Flachetappe       | 186,8      | Freddy Maertens     | Bernard Hinault  |

## Endergebnisse
| \| Gesamtwertung \| Gesamtwertung \| Gesamtwertung \| Gesamtwertung \| Gesamtwertung \| \| Fahrer \| Fahrer \| Land \| Team \| Zeit \| \| ------------- \| ------------------------ \| ---------------------- \| ---------------------------- \| ---------------- \| \| 1. \| Bernard Hinault \| Frankreich \| Renault-Elf-Gitane \| 96 h 19 min 38 s \| \| 2. \| Lucien Van Impe \| Belgien \| Boston-Mavic \| + 14 min 34 s \| \| 3. \| Robert Alban \| Frankreich \| La Redoute-Motobécane \| + 17 min 04 s \| \| 4. \| Joop Zoetemelk \| Niederlande \| TI-Raleigh-Creda \| + 18 min 21 s \| \| 5. \| Peter Winnen \| Niederlande \| Capri Sonne-Koga Miyata \| + 20 min 26 s \| \| 6. \| Jean-René Bernaudeau \| Frankreich \| Peugeot-Esso-Michelin \| + 23 min 02 s \| \| 7. \| Johan De Muynck \| Belgien \| Splendor-Wickes Bouwmarkt \| + 24 min 25 s \| \| 8. \| Sven-Åke Nilsson \| Schweden \| Splendor-Wickes Bouwmarkt \| + 24 min 37 s \| \| 9. \| Claude Criquielion \| Belgien \| Splendor-Wickes Bouwmarkt \| + 26 min 18 s \| \| 10. \| Phil Anderson \| Australien \| Peugeot-Esso-Michelin \| + 27 min 00 s \| \| 11. \| Alfons De Wolf \| Belgien \| Vermeer-Thijs \| + 28 min 53 s \| \| 12. \| Johan van der Velde \| Niederlande \| TI-Raleigh-Creda \| + 29 min 46 s \| \| 13. \| Marcel Tinazzi \| Frankreich \| Sem-France Loire-Campagnolo \| + 30 min 03 s \| \| 14. \| Paul Wellens \| Belgien \| Boule d'Or-Sunair-Colnago \| + 32 min 09 s \| \| 15. \| Mariano Martínez \| Frankreich \| La Redoute-Motobécane \| + 32 min 16 s \| \| 16. \| Eddy Schepers \| Belgien \| DAF Trucks-Côte d'Or-Gazelle \| + 33 min 27 s \| \| 17. \| Raymond Martin \| Frankreich \| Miko-Mercier-Vivagel \| + 33 min 41 s \| \| 18. \| Michel Laurent \| Frankreich \| Peugeot-Esso-Michelin \| + 34 min 41 s \| \| 19. \| Jean-François Rodriguez \| Frankreich \| Renault-Elf-Gitane \| + 38 min 32 s \| \| 20. \| Graham Jones \| Vereinigtes Königreich \| Peugeot-Esso-Michelin \| + 41 min 06 s \| \| 21. \| Alberto Fernández Blanco \| Spanien \| Teka-Campagnolo \| + 42 min 27 s \| \| 22. \| Lucien Didier \| Luxemburg \| Renault-Elf-Gitane \| + 49 min 26 s \| \| 23. \| Jacques Michaud \| Frankreich \| Sem-France Loire-Campagnolo \| + 50 min 23 s \| \| 24. \| Dominique Arnaud \| Frankreich \| Puch-Wolber-Campagnolo \| + 52 min 15 s \| \| 25. \| Gery Verlinden \| Belgien \| Boule d'Or-Sunair-Colnago \| + 52 min 48 s \| |                          |                        |                              |                  |
| |                          |                        |                              |                  |
| Quelle: ProCyclingStats |                          |                        |                              |                  |
| Gesamtwertung |                          |                        |                              |                  |
| Fahrer | Fahrer                   | Land                   | Team                         | Zeit             |
| 1. | Bernard Hinault          | Frankreich             | Renault-Elf-Gitane           | 96 h 19 min 38 s |
| 2. | Lucien Van Impe          | Belgien                | Boston-Mavic                 | + 14 min 34 s    |
| 3. | Robert Alban             | Frankreich             | La Redoute-Motobécane        | + 17 min 04 s    |
| 4. | Joop Zoetemelk           | Niederlande            | TI-Raleigh-Creda             | + 18 min 21 s    |
| 5. | Peter Winnen             | Niederlande            | Capri Sonne-Koga Miyata      | + 20 min 26 s    |
| 6. | Jean-René Bernaudeau     | Frankreich             | Peugeot-Esso-Michelin        | + 23 min 02 s    |
| 7. | Johan De Muynck          | Belgien                | Splendor-Wickes Bouwmarkt    | + 24 min 25 s    |
| 8. | Sven-Åke Nilsson         | Schweden               | Splendor-Wickes Bouwmarkt    | + 24 min 37 s    |
| 9. | Claude Criquielion       | Belgien                | Splendor-Wickes Bouwmarkt    | + 26 min 18 s    |
| 10. | Phil Anderson            | Australien             | Peugeot-Esso-Michelin        | + 27 min 00 s    |
| 11. | Alfons De Wolf           | Belgien                | Vermeer-Thijs                | + 28 min 53 s    |
| 12. | Johan van der Velde      | Niederlande            | TI-Raleigh-Creda             | + 29 min 46 s    |
| 13. | Marcel Tinazzi           | Frankreich             | Sem-France Loire-Campagnolo  | + 30 min 03 s    |
| 14. | Paul Wellens             | Belgien                | Boule d'Or-Sunair-Colnago    | + 32 min 09 s    |
| 15. | Mariano Martínez         | Frankreich             | La Redoute-Motobécane        | + 32 min 16 s    |
| 16. | Eddy Schepers            | Belgien                | DAF Trucks-Côte d'Or-Gazelle | + 33 min 27 s    |
| 17. | Raymond Martin           | Frankreich             | Miko-Mercier-Vivagel         | + 33 min 41 s    |
| 18. | Michel Laurent           | Frankreich             | Peugeot-Esso-Michelin        | + 34 min 41 s    |
| 19. | Jean-François Rodriguez  | Frankreich             | Renault-Elf-Gitane           | + 38 min 32 s    |
| 20. | Graham Jones             | Vereinigtes Königreich | Peugeot-Esso-Michelin        | + 41 min 06 s    |
| 21. | Alberto Fernández Blanco | Spanien                | Teka-Campagnolo              | + 42 min 27 s    |
| 22. | Lucien Didier            | Luxemburg              | Renault-Elf-Gitane           | + 49 min 26 s    |
| 23. | Jacques Michaud          | Frankreich             | Sem-France Loire-Campagnolo  | + 50 min 23 s    |
| 24. | Dominique Arnaud         | Frankreich             | Puch-Wolber-Campagnolo       | + 52 min 15 s    |
| 25. | Gery Verlinden           | Belgien                | Boule d'Or-Sunair-Colnago    | + 52 min 48 s    |

| Punktewertung | Punktewertung    | Punktewertung | Punktewertung                | Punktewertung |
| Fahrer        | Fahrer           | Land          | Team                         | Punkte        |
| ------------- | ---------------- | ------------- | ---------------------------- | ------------- |
| 1.            | Freddy Maertens  | Belgien       | Boule d'Or-Sunair-Colnago    | 428 P.        |
| 2.            | William Tackaert | Belgien       | DAF Trucks-Côte d'Or-Gazelle | 222 P.        |
| 3.            | Bernard Hinault  | Frankreich    | Renault-Elf-Gitane           | 184 P.        |
| 4.            | Alfons De Wolf   | Belgien       | Vermeer-Thijs                | 152 P.        |
| 5.            | Rudy Pevenage    | Belgien       | Capri Sonne-Koga Miyata      | 147 P.        |

| Bergwertung | Bergwertung          | Bergwertung | Bergwertung               | Bergwertung |
| Fahrer      | Fahrer               | Land        | Team                      | Punkte      |
| ----------- | -------------------- | ----------- | ------------------------- | ----------- |
| 1.          | Lucien Van Impe      | Belgien     | Boston-Mavic              | 284 P.      |
| 2.          | Bernard Hinault      | Frankreich  | Renault-Elf-Gitane        | 222 P.      |
| 3.          | Jean-René Bernaudeau | Frankreich  | Peugeot-Esso-Michelin     | 168 P.      |
| 4.          | Robert Alban         | Frankreich  | La Redoute-Motobécane     | 134 P.      |
| 5.          | Sven-Åke Nilsson     | Schweden    | Splendor-Wickes Bouwmarkt | 95 P.       |

| Nachwuchswertung | Nachwuchswertung        | Nachwuchswertung       | Nachwuchswertung          | Nachwuchswertung |
| Fahrer           | Fahrer                  | Land                   | Team                      | Zeit             |
| ---------------- | ----------------------- | ---------------------- | ------------------------- | ---------------- |
| 1.               | Peter Winnen            | Niederlande            | Capri Sonne-Koga Miyata   | 96 h 40 min 04 s |
| 2.               | Claude Criquielion      | Belgien                | Splendor-Wickes Bouwmarkt | + 5 min 52 s     |
| 3.               | Phil Anderson           | Australien             | Peugeot-Esso-Michelin     | + 6 min 26 s     |
| 4.               | Jean-François Rodriguez | Frankreich             | Renault-Elf-Gitane        | + 18 min 06 s    |
| 5.               | Graham Jones            | Vereinigtes Königreich | Peugeot-Esso-Michelin     | + 20 min 40 s    |

| Mannschaftswertung | Mannschaftswertung          | Mannschaftswertung | Mannschaftswertung |
| Team               | Team                        | Land               | Zeit               |
| ------------------ | --------------------------- | ------------------ | ------------------ |
| 1.                 | Peugeot-Esso-Michelin       | Frankreich         | 399 h 30 min 24 s  |
| 2.                 | Renault-Elf-Gitane          | Frankreich         | + 11 min 20 s      |
| 3.                 | Capri-Sonne-Koga Miyata     | Belgien            | + 26 min 46 s      |
| 4.                 | La Redoute-Motobécane       | Frankreich         | + 42 min 49 s      |
| 5.                 | Sem-France Loire-Campagnolo | Frankreich         | + 45 min 53 s      |